# 세인트조지프구 (바베이도스)

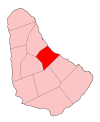
세인트조지프구의 위치

세인트조지프구(영어: Saint Joseph)는 바베이도스 동부에 위치한 구로 행정 중심지는 배스시버이며 면적은 26km2, 인구는 6,620명(2010년 기준)이다. 북쪽으로는 세인트앤드루구, 남쪽으로는 세인트조지구, 남동쪽으로는 세인트존구, 서쪽으로는 세인트토머스구와 접한다.